# Brad Kroenig

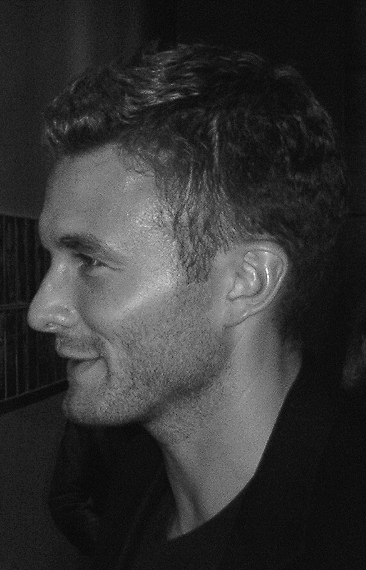
Brad Kroenig beim Besuch von Karl Lagerfelds Ausstellung One Man Shown in Berlin (2006).

Brad Kroenig (* 23. April 1979 in St. Louis, Missouri) ist ein US-amerikanisches Fotomodell und Dressman. Er gehört weltweit zu den bestbezahlten männlichen Models und ist durch seine langjährige Zusammenarbeit mit Karl Lagerfeld bekannt, der ihm unter anderem eine Fotoausstellung und ein Buch widmete.

## Biografie

### Ausbildung und Karriere als Fotomodell
Brad Kroenig wurde 1979 als zweites Kind von Barb und Mark Burns in St. Louis, Missouri, im Mittleren Westen der USA geboren. Er wuchs gemeinsam mit seinem älteren Bruder Matthew und seiner jüngeren Schwester Julie in seiner Geburtsstadt auf. Seine Geschwister hatten in jungen Jahren als Kindermodells gearbeitet, während seine Mutter in ihrer Heimatstadt Tuscola (Illinois), an einigen Modenschauen teilgenommen hatte. Er besuchte im südlichen Stadtteil Oakville die dortige High School, an der er sich vor allem im Fußball und Basketball hervortat. So spielte Kroenig als Stürmer für seine High-School-Fußballmannschaft Oakville Tigers, mit denen er 1995 im Viertelfinale der lokalen High-School-Meisterschaften stand und in den folgenden zwei Jahren knapp die Aufnahme in das Eastern Missouri All-State-Team verpasste, ehe er 1998 darin einberufen wurde.
Im letzten High-School-Jahr schoss er für das Fußballteam 19 Tore und 13 Torvorlagen, was ihm ein Sport-Stipendium für das College der Southern Illinois University in Edwardsville einbrachte. Im Jahr 2000 erhielt Kroenig ein Fußball-Stipendium der Florida International University in Miami und spielte für die Universitätsauswahl. 2001 überzeugte ihn ein Freund bei einigen Modelagenturen in Florida vorzusprechen, woraufhin er mit Erfolg bei der Ford Model Agency angenommen wurde. Sein erster Auftrag war eine Werbung für das Lifestyle-Magazin Cosmopolitan, der ihm einen Lohn von 150 US-Dollar einbrachte.
Drei Monate später brach Kroenig seine Schulausbildung ab und konzentrierte sich auf eine Karriere als Fotomodell. Er zog nach New York und ließ im ersten Jahr auf Anraten seines Agenten sein Haar wachsen, verlor Gewicht und bereitete eine Sedcard vor. Kroenig erschien bald in Magazinen und Katalogen für Maxim und Abercrombie & Fitch und warb 2002 gemeinsam mit Linda Evangelista für das italienische Designerlabel Fendi. Ein Jahr später zierte er das Cover der italienischen Vogue und des Londoner Loaded Magazine, modelte für Armani und stand neben Marcus Schenkenberg, Axel Hermann und Ryan Burns für den Fotografen Leslie Kee vor der Kamera, während ihn die Fotografen Inez van Lamsweerde und Vinoodh Matadin mit fünfundzwanzig weiteren männlichen Fotomodels für die November-Ausgabe des Magazin V-Man ablichteten. Ebenfalls im November erschien Kroenig in einer zwölfseitigen Fotoserie des Magazins Harper’s Bazaar, in der er mit Gisele Bündchen zu sehen war. Schon zwei Jahre nach seinem Einstieg ins Modellgeschäft verdiente er 30.000 bis 45.000 US-Dollar pro Fotoshooting und konnte es sich leisten, Aufträge abzulehnen.

### Lagerfelds „One Man Shown“
Im Jahr 2004 arbeitete Brad Kroenig mit dem angesehenen Fotografen Mario Testino für V magazine und V Man zusammen und erschien in den Frühlings- bzw. Sommerkampagnen von Fendi, Roberto Cavalli, Tommy Hilfiger und Le Chateau, während er für die Herbst- bzw. Winterkampagne bei Hermès und erneut bei Fendi und Le Chateau eingesetzt wurde. Daraufhin wurde Kroenig von dem Branchendienst models.com für sechs Monate auf Platz 1 der erfolgreichsten Männermodels ausgewiesen, eine Website, die von der Modeindustrie genutzt wird, weibliche und männliche Models nach Faktoren wie die Zusammenarbeit mit renommierten Fotografen und Firmen, ihren Verdienst und die Zahl der Fotoshootings zu bewerten. Ein Jahr später lichtete ihn Karl Lagerfeld für Chanel ab, der ihm eine ähnlich große Wandelbarkeit wie dem tschechischen Fotomodell und Mannequin Eva Herzigová zusprach. „Er braucht keine Stimme. Sein Gesicht und sein Körper genügen und erlauben alle Wechsel. Er ‚stirbt‘, sobald das Licht der Scheinwerfer erlischt, und was bleibt, ist der normalste ‚All American Boy‘, den man sich vorstellen kann und von dem man nie all diese Transformationen erwarten würde“, so Lagerfeld.
Mit dem deutschen Modeschöpfer und Designer, der allgemein auch als sein Entdecker gilt, verbindet Kroenig seit 2003 eine langjährige Zusammenarbeit, die 2006 in die Eröffnung der Berliner Ausstellung One Man Shown mündete. Vom 11. November 2006 bis 18. Februar 2007 präsentierte Lagerfeld in der Galerie C/O Berlin 350 Fotografien und Multimedia-Installationen die den blonden US-Amerikaner zeigten, der von der deutschen Tageszeitung Die Welt als „‚all american Boy‘ mit einem Look zwischen Ben Affleck und James Dean“ beschrieben wurde. Die klassischen Schwarzweiß-Porträts, die in einem Zeitraum von dreieinhalb Jahren entstanden und sowohl Modeaufnahmen als auch Aktfotografien miteinschlossen, wurden vom Publikum erfolgreich angenommen. Die Kritik reagierte verhalten und teilweise ablehnend auf die fotografischen Studien Lagerfelds. Während Der Spiegel die Gleichförmigkeit der Bilder anprangerte und attestierte, dass der Modeschöpfer auch Langeweile perfekt verkaufen könne, kritisierte der US-amerikanische Star-Fotograf David LaChapelle Lagerfeld als „Dilettanten“, der der Geschichte der Fotografie nichts neues hinzuzufügen hätte.
2007 lichtete Lagerfeld Kroenig gemeinsam mit seiner früheren Muse Claudia Schiffer für die Champagner-Marke Dom Pérignon in seinem Pariser Stadtpalais ab, die aber nicht vor Frühling/Sommer 2009 veröffentlicht wurde. Ebenfalls 2007 erschien das Buch Metamorphoses of an American in dem Lagerfeld den Weg von Brad Kroenig zum weltweit begehrtesten männlichen Model dokumentierte. 2008 erschien Kroenig in Chanel-Kurzfilm The Silent Film, während ihn Lagerfeld weiterhin als Model für Werbeaufnahmen von Fendi (Herbst/Winter 2008), Chanel (Herbst/Winter 2010) oder Bildstrecken in Harper’s Bazaar (Oktober 2010) sowie den Pirelli-Kalender 2011 (als Zeus) verwendete.
Durch geschätzte Einnahmen von jährlich 1 Mio. US-Dollar (circa 760.225 Euro) aus Fotoshootings und Modenschauen galt Brad Kroenig lange Zeit als das gefragteste und bestbezahlte männliche Model der Welt. Laut einer im Mai 2008 veröffentlichten Forbes-Studie hat ihn mittlerweile der acht Jahre jüngere Kanadier Taylor Fuchs von diesem Status abgelöst. Anfang Januar 2011 wurde er vom Branchendienst models.com auf Platz fünf der zehn Icons Men ausgewiesen, hinter dem führenden Mark Vanderloo, dem Kanadier Gabriel Aubry, dem US-Amerikaner Tyson Ballou und Nacho Figueras.
Der 1,85 Meter große Kroenig hat für alle wichtigen Modenschauen und Modedesigner gearbeitet, darunter Karl Lagerfeld, Ralph Lauren, Tommy Hilfiger, Fendi, Perry Ellis, Roberto Cavalli und Wolfgang Joop; sein Bekanntheitsgrad ist allerdings in Europa höher, als in seiner Heimat. Der Amerikaner plant bis ins Alter von 35 oder 40 Jahren als Fotomodell und Dressman weiter zu arbeiten und nach seinem Rückzug aus dem Modelgeschäft als Immobilienmakler tätig zu werden. Er besitzt bereits mehrere Immobilien im Wert von über 2 Mio. US-Dollar, darunter eine Wohnung in Miami. Kroenig trainiert seinen Körper täglich und hält sich an eine Proteindiät. Im Jahr 2008 wurde Kroenig Vater eines Sohnes, der das Patenkind von Karl Lagerfeld ist. Vater und Sohn traten 2011 gemeinsam für Chanel auf dem Laufsteg in Erscheinung. Mit Frau und Kind lebt Kroenig in New York sowie einem Haus in Vermont, das ihm Lagerfeld überließ.